# Rudawa (Zabierzów)

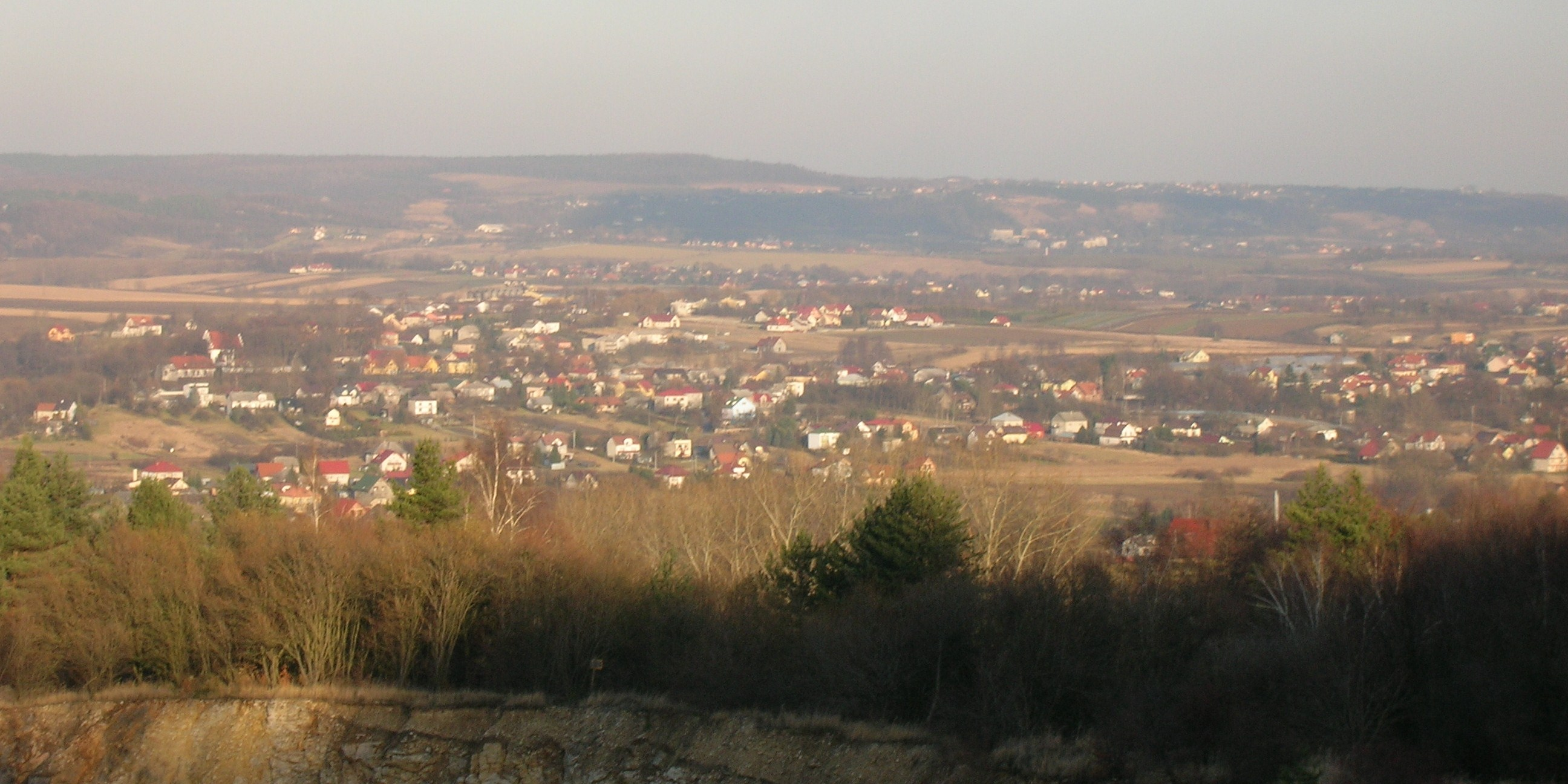
Rudawa

Rudawa ist ein Dorf der Gemeinde Zabierzów im Powiat Krakowski in der Woiwodschaft Kleinpolen, Polen.
Rudawa liegt etwa 19 km westlich von Krakau.

## Geschichte
Die erste Erwähnung stammt aus dem Jahr 1185 und wies es als zugehörig zum Domkapitel Krakau.
Von 1815 bis 1846 gehörte Rudawa zur Republik Krakau.

## Persönlichkeiten
- Adam Nawałka (* 1957), Fußballtrainer, lebt in Rudawa[2]